# Andrew Britton
Andrew Britton (* 6. Januar 1981 in Peterborough, England; † 18. März 2008 in Durham, North Carolina) war ein britischstämmiger US-amerikanischer Schriftsteller.
Britton verbrachte seine prägenden Jahre in England und in Camlough, Nordirland. Zusammen mit seiner Familie wanderte er im Alter von sieben Jahren in die USA aus. Nach einer dreijährigen Armeezeit studierte Britton an der University of North Carolina Volkswirtschaft und Psychologie, schloss sein Studium bis zu seinem Tod jedoch nicht ab, da er einen Großteil seiner Zeit dem Schreiben widmete. Er lebte in Raleigh (North Carolina). Zu Lebzeiten wurden drei Bücher von Britton veröffentlicht, die alle dem Genre Spionage-Thriller zuzuordnen sind. Von einigen Kritikern wurde er als „der nächste Tom Clancy“ bezeichnet.
Zum Zeitpunkt seines Todes arbeitete Britton an seinem vierten Buch.
Britton erlag am 18. März 2008 im Alter von 27 Jahren völlig überraschend einem zuvor nicht diagnostizierten Herzleiden.

## Romane
- 2008: The Invisible (dt.: Der Agent, Heyne Verlag 2009, ISBN 978-3453433656)
- 2007: The Assassin (dt.: Der Attentäter, Heyne Verlag 2007, ISBN 978-3-453-81079-2)
- 2006: The American (dt.: Der Amerikaner, Heyne Verlag 2006, ISBN 978-3-453-81052-5)